# Elia Interguglielmi
Elia Interguglielmi (Napoli, 1746 – Palermo, 16 maggio 1835) è stato un pittore italiano.

## Biografia
Pittore, figurinista e decoratore molto attivo in Sicilia, esponente del tardo barocco e neoclassicismo, sotto la direzione di Gaspare Fumagalli decorò alcuni ambienti di Palazzo Valguarnera-Gangi. A Napoli è documentato per la prima volta nel 1762 come assistente di Giuseppe Bonito e Antonio Dominici.
Nel 1767 si recò a Palermo, dove dipinse scene ispirate alla vita di Sant'Anna nella chiesa di Sant'Anna la Misericordia, opere influenzate dallo stile del pittore Vito D'Anna. Gli affreschi del 1782 che descrivono episodi della vita della Vergine Maria nella chiesa di Santa Maria degli Agonizzanti pongono in luce l'approccio con l'arte partenopea, influenzata in particolare da Luca Giordano e Francesco Solimena. Tra il 1780 e il 1810 decorò numerosi palazzi e ville a Palermo e nella zona circostante con affreschi divenendo uno dei principali pittori della transizione dal tardo barocco al classicismo.
I suoi ultimi lavori risentono delle scoperte archeologiche di Pompei ed Ercolano, stile universalmente definito pompeiano.

## Opere

### Enna e provincia
- 1791, Trinità e Santi, dipinto su tela, opera custodita nella chiesa di San Francesco di Paola di Nicosia.

### Palermo e provincia

#### Bagheria
- 1793, Ciclo, affreschi, opere presenti nella Villa Spedalotto.
- 1790 - 1795, Ciclo, affreschi raffiguranti il Trionfo del Principe Virtuoso, opere presenti nella Villa Valguarnera.
- 1796 - 1797, Ciclo, affreschi Ercole e Onfale, opere presenti nella Villa Comitini-Trabia.

#### Palermo
- 1767, Ciclo, affreschi raffiguranti episodi della vita di Sant'Anna, opere presenti nella chiesa di Sant'Anna la Misericordia.
- 1767, Ciclo, dipinti raffiguranti Sant'Anna e la Vergine e Annunciazione di Sant'Anna (Cappella della Sacra Famiglia), San Nicola in Gloria (Cappella di San Nicola), opere presenti nella chiesa di Sant'Anna la Misericordia.
- 1782, Ciclo, affreschi monocromi raffiguranti scene della vita della Vergine Maria Annunciazione, Visitazione a Santa Elisabetta, Circoncisione, Presentazione di Gesù al tempio, Pietà e Assunzione della Vergine al Cielo, opere presenti nella chiesa di Santa Maria degli Agonizzanti.[1]
- 1782, Ciclo, dipinti raffiguranti Sant'Anna e Maria adolescente, Santa Rosalia alla Quisquina, San Giuseppe, opere custodite nella chiesa di Santa Maria degli Agonizzanti.[1][2]
- XVIII secolo, Madonna con bambino raffigurata con Santi dell'Ordine dei frati minori cappuccini, dipinto su tavola, opera custodita nella chiesa dei Quattro Santi Coronati.
- 1790c., Ciclo, affreschi, opere presenti nel Palazzo Sant'Elia.
- 1792, Marte presenta a Giove il Principe, affresco della camera da letto, opera presente nel Palazzo Valguarnera-Gangi.[3]
- 1793, Palazzo Mirto:
  - Diana e Endimione, affresco realizzato nello studiolo.[4]
  - Soprapporte, opere realizzate con la collaborazione di Francesco e Gioacchino Navarra nella prima anticamera.[4]
  - Paesaggi con tema architetture classiche, opere realizzate con la collaborazione di Francesco e Gioacchino Navarra nella seconda anticamera.[4]
  - Trionfo del Principe Virtuoso, affresco realizzato al centro della volta, intorno figurazioni allegoriche delle Stagioni, Gloria eterna e scene delle Fatiche di Ercole, Sovrapporta con figure allegoriche, opere realizzate nella Sala del Baldacchino o Salone di rappresentanza.[5]
  - Architetture Classiche, affreschi realizzati negli ambienti del cortile pensile e fontana con la collaborazione di Francesco e Gioacchino Navarra.[6]
- 1796, Ciclo, affreschi, opere presenti nel Palazzo Coglitore.
- XVIII secolo, Ciclo, affreschi, opere presenti nel Palazzo Butera.
- XVIII secolo, Ciclo, affreschi, attribuzione d'opere presenti nella Sala Verde e Sala Rossa del Palazzo Comitini.[7]
- XVIII secolo, Ciclo, affreschi, opere realizzate negli ambienti della Sala Pompeiana, Sala Orientale o cinese, Sala Azzurra, Sala Gialla della Villa de Cordova di via Tommaso Natale della Piana dei Colli.

#### Santa Flavia
- 1790c., Ciclo, affreschi in stile neoclassico, pompeiano, impero, opere presenti nella Villa Spedalotto.

### Ragusa e provincia
- 1816, San Giuseppe da Copertino che adora la Croce, olio su tela, opera custodita nella chiesa di San Francesco all'Immacolata di Ragusa.

### Trapani e provincia
- 1807, Sant'Anna e la Vergine bambina, olio su tela, opera custodita nella chiesa del Castello di Baida di Castellammare del Golfo.

### Altre opere
- 1790, La Cappella Reale di Napoli con le nozze, nel 1790, per procura di Maria Teresa e Maria Luisa di Borbone con Francesco II d'Asburgo e Ferdinando III di Lorena, pittura a olio su tela, opera custodita nel Palazzo Reale di Napoli.